# Abdul Rahman Pazhwak
Abdul Rahman Pazhwak (Pashto: عبدالرحمن پژواک) (født 7. marts 1919 – 8. juni 1995) var en afghansk poet og diplomat. Han blev uddannet i Afghanistan og begyndte sin karriere som journalist, men sluttet sig senere til udenrigsdepartementet. 
Han var præsident for FNs generalforsamling 1966-1967.